# Carrie (film din 2013)
Carrie este un film de groază din 2013, regizat de Kimberly Pierce cu actorii Cholë Grace Moretz și Julianne Moore. Este al doilea remake al filmului Carrie din anul 1976.

## Descriere
Carrie White e o adolescentă timidă batjocorită de ceilalți copii. Nimeni n-o ajută, dar cu timpul vede că are telechinezie, o putere ciudată, care va fi cauza unui dezastru de mari proporții.

## Distribuție
- Chloë Grace Moretz în rolul lui Carrie White
- Julianne Moore în rolul lui Margaret White
- Gabriella Wilde în rolul lui Sue Snell
- Ansel Elgort în rolul lui Tommy Ross
- Alex Russell în rolul lui Billy Nolan
- Portia Doubleday în rolul lui Chris Hargensen
- Judy Greer în rolul lui Miss Rita Desjardin
- Zoë Belkin în rolul lui Tina Blake
- Karissa Strain în rolul lui Nicki
- Katie Strain în rolul lui Lizzy
- Samantha Weinstein în rolul lui Heather
- Cynthia Preston în rolul lui Eleanor Snell
- Jefferson Brown în rolul lui Mr. Edwin Ulmann
- Barry Shabaka Henley în rolul lui Principal Henry Morton
- Max Topplin în rolul lui Jackie Talbot
- Connor Price în rolul lui Freddy "Beak" Holt
- Demetrius Joyette în rolul lui George Dawson
- Mouna Traore în rolul lui Erika Gogan
- Phillip Nozuka în rolul lui Ernie Peterson
- Kyle Mac în rolul lui Kenny Garson
- Tyler Rushton în rolul lui Jerry Erbter

## Recepție
Filmul a avut pe Rotten Tomatoes un rating de 49%,cu un rating de 5,4 din 10 bazat pe 155 de comentarii.Criticii au lăudat actorii dar au spus că erau scene fără sens iar pe Metacritic a avut un rating de 5,3 din 10.

## Box-office
Veniturile de deschidere au fost între 16 și 18 milioane de dolari.Dar alții au estimat o marjă de 24 de milioane de dolari. Filmul a intrat în box-office pe locul 3 fiind depășit de Gravity și Captain Philips.

## Premii
| An   | Premiu                 | Categorie                | Recipient          | Rezultat     |
| ---- | ---------------------- | ------------------------ | ------------------ | ------------ |
| 2014 | People's Choice Awards | Favorite Horror Movie    | Carrie             | Câștigat     |
| 2014 | Premiile Saturn        | Best Horror Film         | Carrie             | Nominalizare |
| 2014 | Premiile Saturn        | Best Young Actor/Actress | Chloë Grace Moretz | Câștigat     |